# Baie Portete
La baie Portete (espagnol : bahía Portete) est une baie de la mer des Caraïbes située au nord de la péninsule de Guajira, en Colombie. 

## Histoire
Le 16 avril 2004 a eu lieu le massacre de Bahía Portete (en), perpétré par des paramilitaires des AUC sur des indiens Wayuu. Le bilan est de douze morts, un disparu et six cents personnes ayant fui au Venezuela suivant l'ONIC; il est de trente morts, soixante disparus et deux cent cinquante déplacés selon El Mundo.

## Géographie
La baie Portete se situe au nord de la péninsule de Guajira, à quelques kilomètres à l'est du cap de la Vela et à l'ouest de la baie Honda. Ses eaux communiquent avec la mer des Caraïbes. 
Administrativement, la baie dépend de la municipalité d'Uribia, département de La Guajira.